# Råbyvägen

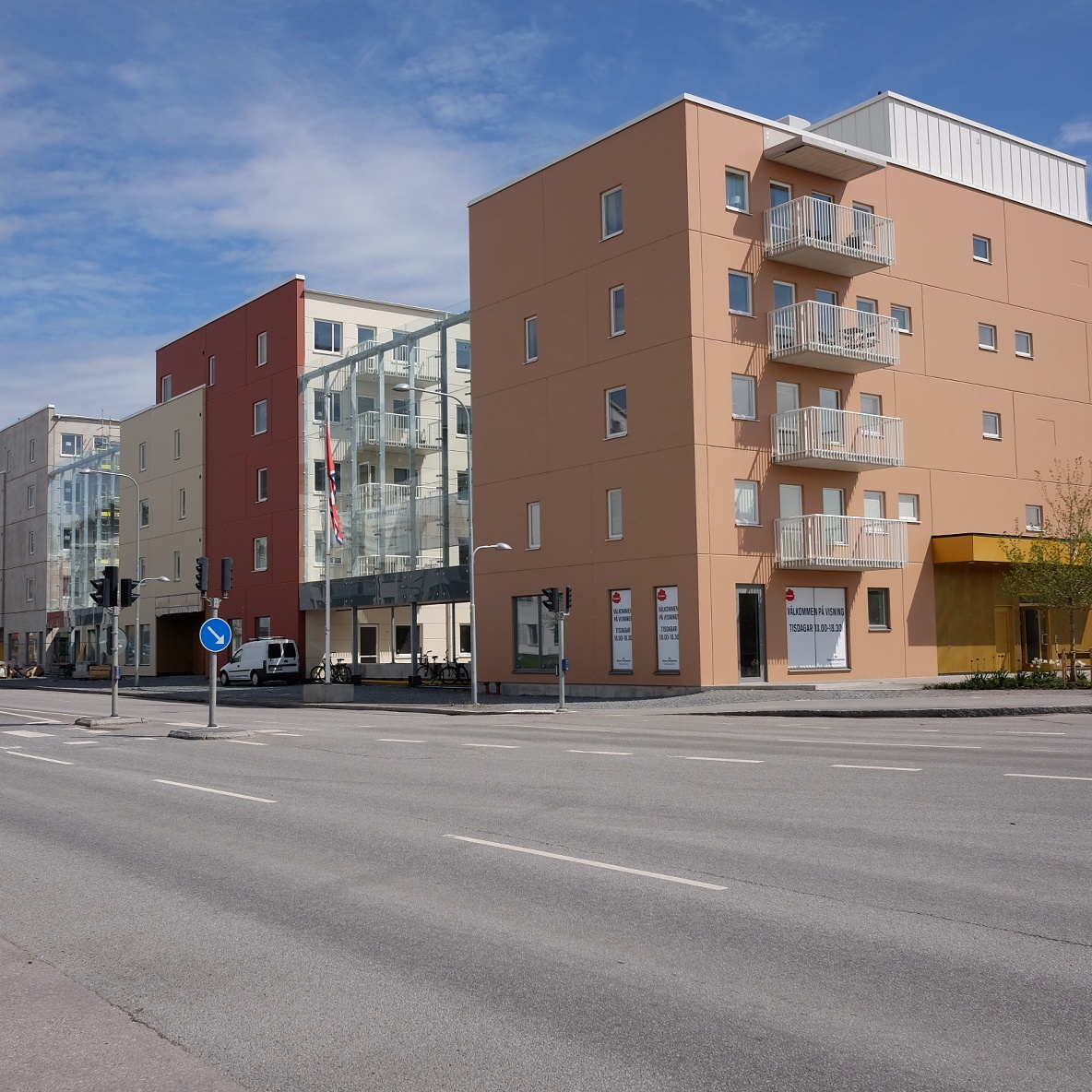
Nybyggen på Råbyvägen, 2017.

Råbyvägen är en större och viktig genomfartsled i Uppsala. I ena änden ansluter den till Luthagsesplanaden vid Luthagsbron och där korsar den Svartbäcksgatan och Kungsgatan. Den korsar Tycho Hedéns väg och fortsätter sedan till korsningen mellan Österleden och Bärbyleden.

## Sträckan
Vägen ansluter till Luthagsesplanaden vid Luthagsbron som ligger vid korsningen mellan Svartbäcksgatan och Råbyvägen, korsningen ligger i höjd med polishuset. Därifrån blir vägen 2-filig, med en bussfil (mot stan) och en med parallellväg, för svängning till höger mot Svartbäcken och Polishuset.
Därifrån går vägen in en cirkulationsplats där den korsar Kungsgatan, därifrån blir vägen tre-filig i cirka 400 meter, tills den möter Väderkvarnsgatan och Vattholmavägen i korsningen. Vägen fortsätter som två-filig till korsningen Torkelsgatan och in genom Kvarngärdet, efter 900 meter möts Tycho Hedéns väg i en korsning, därifrån fortsätter vägen genom Gränby för att sedan gå förbi Gränby Ishall.
På den sista delen av sträckan går vägen över en bro genom Bärbyleden, där den slutar vid korsningen Österleden och Bärbyleden i form av en cirkulationsplats.

## Övrigt
Vägen är mycket trafikerad, bland annat av dem som kommer från södra delarna av staden och för att åka in i Svartbäcken, där bland annat sport- och badanläggningen Fyrishov finns, oftast används Bärbyleden och dess korsning vid Gamla Uppsalagatan eller vid korsningen mellan gamla Gävlevägen (Länsväg C 600) och Svartbäcksgatan för resor till stadsdelen.